# Пропан-бутан
Втечнен пропан-бутан (на английски: Liquefied Petroleum Gas, LPG), среща се и като втечнени въглеводородни газове (ВВГ) или само пропан-бутан (ПБ), е леснозапалима смес от летливи въглеводороди – газовете пропан C3H8 и бутан C4H10. Втечнява се при налягане 8 атмосфери (при температура 20 – 25 °С). Намира широко промишлено и битово приложение като гориво в отоплителните уреди и превозни средства. Получава се при преработка на нефт.
Втечненият пропан-бутан често се използва и като пълнител за спрейове, дезодоранти и др., както и като хладилен агент, който замества хлорфлуорвъглеводородите (фреоните) и не вреди на озоновия слой.
Сортовете на LPG, които се продават, може да съдържат само пропан (C3H8), само бутан (C4H10), но най-често са смес от пропан и бутан, в зависимост от сезона. Пропен и бутени обикновено също присъстват в малки концентрации. Пропан-бутанът няма мирис. Като ароматизатор се използва например етилмеркаптан (с подобна на чесън миризма), така че течове да могат да бъдат открити (усетени) по-лесно.
ВВГ се получава при рафинирането на нефт или природен газ. За първи път е произведен през 1910 г. от д-р Валтер Снелинг, а първите търговски продукти, съдържащи пропан-бутан, се появяват през 1912 година. Пропан-бутанът осигурява около 3% от консумираната в днешно време енергия, той изгаря без сажди и има ниски серни емисии, затова не води до замърсяване на Земята. LPG има топлина на изгаряне около 46,1 MJ/kg в сравнение с 42,5 MJ/kg за дизел и 43,5 MJ/kg за бензин. Въпреки това неговата енергийна плътност на единица обем от 26 MJ/l е по-ниска, отколкото на бензина или дизела.
ВВГ е газообразен при нормални температури и атмосферно налягане, а се доставя втечнен под налягане в стоманени бутилки. Те обикновено са пълни между 80% и 85% от капацитета си, за да се даде възможност за топлинно разширение на съдържащата се течност. Съотношението между обемите на изпарения газ и втечнения газ варира в зависимост от състава, налягането и температурата, но обикновено е около 250:1. Налягането, при което LPG се втечнява, (налягане на наситените пари), също варира в зависимост от състава и температурата, като е около 220 kPa (2,2 бара) за чист бутан при 20 °C, и около 2,2 MPa (22 бара) за чист пропан при 55 °C. LPG е по-тежък от въздуха, затова се събира по подовете и по-ниски места, като мазета. Това трябва да се има предвид при работа с пропан-бутан.

## Употреба
Моторно гориво
В някои страни пропан-бутанът е бил използван от 1940-те години като алтернатива на бензина в двигателите с вътрешно горене. Предимството му е, че той е нетоксичен, не предизвиква корозия, не изисква тетраетилолово или други добавки и има високо октаново число (102 – 108, в зависимост от местните спецификации). Той изгаря по-чисто от бензина или дизела и не отделя сажди, като последния.
LPG е с по-ниска енергийна плътност, отколкото бензина или дизела, така че еквивалентният разход на гориво е по-висок. Много правителства налагат по-ниски данъци върху пропан-бутана, отколкото върху бензина или дизела, което помага да се увеличи консумацията на пропан-бутана за сметката на бензина или дизела. Въпреки това в много европейски страни това често е компенсирано от много по-високата годишна такса за движение на колите, използващи пропан-бутан в сравнение с автомобилите, използващи бензин или дизел. Пропан-бутанът е третото най-масово използвано моторно гориво в света. По оценки за 2008 г., над 13 милиона превозни средства в цял свят използват пропан-бутан. Над 20 милиона тона ежегодно се използват като гориво. България е на първо място в Европа по дяла на използвания пропан-бутан за моторни цели: за 2003 г. – 91,7%, към 2015 г. – 95% от общото потребление на газа). За 2003 г. продажбите на горива са били разпределени по следния начин: 30,5% – пропан-бутан, 27% – бензин А 95, 26,7% – дизел, 11,7% – бензин А 92, 4,1% – бензин А 98. В останалите европейски страни този вид гориво се използва главно за промишлени и комунални цели.
Не всички видове автомобилни двигатели могат да работят с ВВГ като гориво. LPG смазва горната част на цилиндрите по-лошо от бензина или дизела, като следствие двигателите с ВВГ са по-склонни към износване на клапаните, ако не са подходящо модифицирани.
Готвене
Според преброяване от 2001 г. в Индия, 17,5% от индийските домакинства (около 33,6 милиона) използват пропан-бутан като гориво за готвене. 76,64% от тези домакинства са от градските части на Индия. 48% от градските индийски домакинства използват пропан-бутан, в сравнение с използването на само 5,7% в селските индийски домакинства. LPG се субсидира от правителството.
LPG някога е бил популярно гориво за готвене в Хонконг. Обаче с продължаващата експанзия на мрежите за природен газ, употребата на LPG намалява до по-малко от 24% от жилищата.
ВВГ е най-използваното гориво за готвене в бразилските градски райони и се използва в почти всички домакинства. Бедните семейства получават безвъзмездни помощи от правителството, които се използват само за закупуването на пропан-бутан.
Гражданско отопление
LPG представлява алтернатива на отоплението с електричество и отоплението с нафта. ВВГ най-често се използва там, където няма достъп до газопроводни мрежи. LPG може да се използва като източник на енергия за технологии за получаване на комбинирана топлинна и електрическа енергия (CHP). CHP е процесът на генериране както на електрическа енергия, така и на полезна топлоенергия от един-единствен източник на гориво. Тази технология е позволила на ВВГ да се използва не само като гориво за отопление и готвене, но също така и за децентрализираното производство на електрическа енергия.
Хладилен агент
LPG е от важно значение в хладилната техника на места, където няма електрическа мрежа (газово-абсорбционни хладилници).
Сместа от пропан (хладилен агент R-290а) и изобутан (R-600a) има слаб озоноразрушаващ потенциал и почти не допринася за глобално затопляне, затова може да служи като функционален заместител на R-12 R-22, R-134a, както и други фреони като хладилни агенти в традиционните стационарни хладилни системи и климатици.

## Характеристики и свойства
Пропан-бутанът като газ е невидим, а в течно състояние е прозрачен. Когато се изпусне ВВГ в течно състояние, той се изпарява много бързо, като разширява обема си 270 пъти и се получава бяла мъгла, а около мястото на изтичането се образува скреж/лед. Това се дължи на поглъщане на топлина, водещо до студови изгаряния, замръзване на оборудване и др.
Пропан-бутанът в чисто състояние е без мирис и вкус. Прибавя се миризлив агент (одорант) с неприятна миризма с цел откриване на течове по органо-лептичен път преди достигане на долната граница на възпламеняемост. Газът пропан-бутан е по-тежък от въздуха и при течове се стеле ниско по земята, може да проникне в дренажни ями и канали. Мястото на теча се търси със сапунен разтвор, никога с пламък.
Физико-химичните характеристики на втечнените въглеводородни газове са съгласно БДС 5670-83 „Газове въглеводородни втечнени“. 
| Наименование                                  | Пропан | Бутан       |
| --------------------------------------------- | ------ | ----------- |
| Химическа формула                             | С3Н8   | С4Н10       |
| Плътност на втечнения газ [kg/m3, g/l]        | 520    | 580         |
| Плътност на па̀рите [kg/N.m3, g/N.l]           | 1,97   | 2,6         |
| Плътност на парите спрямо въздуха             | 1,56   | 2,06        |
| Долна граница на взривяемост [% об.]          | 2,1    | 1,9         |
| Горна граница на взривяемост [% об.]          | 9,5    | 9,1         |
| Tемпература на самовъзпламеняване [°С]        | 466    | 405         |
| Налягане на парите при t 15 °С [bar]          | 7,5    | 1,7         |
| Налягане на парите при t 15 °С [MPa]          | 0,75   | 0,17        |
| Налягане на парите при t 50 °С [bar]          | 16     | 4,3 – 4,7   |
| Налягане на парите при t 50 °С [MPa]          | 1,6    | 0,43 – 0,47 |
| Tемпература на кипене [°С]                    | –42    | –2          |
| Категория на производство по пожарна опасност | A      | A           |
| Клас на взривоопасност резервоарен парк       | В-Iг   | В-Iг        |
| Категория на взривоопасност помпен блок       | В-Iг   | В-Iг        |
| Категория и група на взривоопасната смес      | IIA-T1 | IIA-T1      |

Бутанът и пропанът се намират в течна фаза в долната част на съда, а в газова фаза в горната. С увеличаване на околната температура налягането на затворения газ в съда нараства правопропорционално. С увеличаване на температурата обемът на течна фаза нараства 12 пъти повече от този на водата. Например, при повишаване на температурата от -10 °С до +10 °С обемът на втечнения газ нараства с около 6% (при постоянно тегло). Затова се изисква свободен, незапълнен обем в резервоара при съхранение.
Точката на възпламеняване на ВВГ е много ниска (възпламенява се под -70 °С). Температурата на възпламеняване е над 140 °С. Образува възпламеняеми смеси с въздуха при концентрация на ВВГ от 2 до 10%.
Сравнително ниската температура на кипене на пропана осигурява използването му и през най-студените зимни дни.
В течна фаза ВВГ са по-леки от водата и са неразтворими в нея. Те нямат корозивно действие върху металите. Разтварят определени вещества – мазнини, лакове, масла и провокират силно раздуване на естествения каучук.
В зависимост от предназначението си втечнените въглеводородни газове се произвеждат в три марки:
- А – като автомобилно гориво
- Б – за комунално-битови нужди
- В – за промишлени цели

Основните разлики между тях са:
1. въглеводородния състав: пропани и пропилени, бутани и бутилени, други ненаситени въглеводороди (алкени, алкини, диени);
2. съдържанието на сероводород (за тип А и Б – 2,5 g/100 m3, за тип В – 10 g/100 m3);
3. налягания и др.

Пламъкът на стандартния газ трябва да е син, а не жълто-оранжев.
Произвеждат се и два вида смеси – зимна смес (60 – 65% пропан и 40 – 35% бутан) и лятна смес (35 – 40% пропан и 65 – 60% бутан). Те имат свойството да са в газова фаза при обикновена температура и атмосферно налягане, но се втечняват веднага щом бъдат подложени на сравнително слабо налягане.
| Гориво              | Плътност при t* | Qд    | Qд      | Qд     | Относителен разход на гориво спрямо бензин | Средна цена на горивото*** | Цена за 1000 kcal енергия | Икономичност на горивото спрямо бензин |
| ------------------- | --------------- | ----- | ------- | ------ | ------------------------------------------ | -------------------------- | ------------------------- | -------------------------------------- |
|                     | kg/l            | kJ/kg | kcal/kg | kcal/l | литра                                      | лв/l                       | лв/1000 kcal              | %                                      |
| Бензин А95          | 0,760           | 42500 | 10151   | 7715   | 1,000                                      | 1,69                       | 0,219                     | 0                                      |
| Дизел (Нафта)       | 0,840           | 41650 | 9948    | 8356   | 0,917                                      | 1,74                       | 0,2082                    | 5,03                                   |
| Пропан-бутан 40/60% | 0,552**         | 45972 | 10980   | 6061   | 1,214                                      | 0,78                       | 0,1287                    | 41,23                                  |
| Пропан-бутан 50/50% | 0,545**         | 46035 | 10995   | 5992   | 1,223                                      | 0,78                       | 0,13                      | 40,64                                  |
| Пропан-бутан 60/40% | 0,538**         | 46098 | 11010   | 5924   | 1,232                                      | 0,78                       | 0,1317                    | 39,86                                  |

(*) – При t 20 °С за бензин и дизел и 15 °С за пропан-бутан.
 За газ със съотношение пропан/бутан = 65/35%:
при 15 °С: 1 kg = 1,7985 l, 1 l = 556 g;
 при 20 °С: 1 kg = 1,8181 l, 1 l = 550 g.
Плътността зависи и от налягането:
при по-ниско налягане 1 kg = 1,9 l, 1 l = 526 g;
при по-високо налягане 1 kg = 1,756 l, 1 l = 569 g.

(**) – Съответният обем на 1 kg смес пропан-бутан е: 40/60 – 1,812 l, 50/50 – 1,835 l, 60/40 – 1,859 l. Плътността зависи от съдържанието и на други въглеводороди по съответния национален стандарт. Например за Франция: 
40/60 – 0,557 g/l, 50/50 – 0,550 g/l, 60/40 – 0,543 g/l. 

(***) – За България към 19 май 2020 г.

## Сравнение сприроден газ
Пропан-бутанът е съставен главно от пропан и бутан, докато природният газ съдържа предимно метан и етан. LPG има по-висока калоричност (94 MJ/m³, еквивалентен на 26,1 kWh/m³) от природния газ (метан) (38 MJ/m³, еквивалентен на 10,6 kWh/m³), което означава, че LPG не може лесно да бъде заменен от природния газ.

## Въздействие върху околната среда
Предлаганият в търговската мрежа LPG идва главно от изкопаеми горива. При изгарянето на LPG се отделя въглероден диоксид, който е парников газ и допринася за глобалното затопляне. LPG обаче отделя по-малко CO2 на единица енергия в сравнение с въглищата или нефта. Той отделя само 81% от въглеродния диоксид за киловатчас, който се отделя при изгарянето на петрола и 70% от този за въглищата. LPG може да се счита за „по-чист“ от течните горива, защото отделя много малко частици (сажди) при изгаряне.

## Пожарна опасност и намаляване на риска
Тъй като LPG е газообразен при стайна температура и налягане, той трябва да се съхранява в специални съдове под налягане. Съдове с пропан-бутан, които са подложени на огън с достатъчна продължителност и интензивност, могат да експлодират, защото налягането се повишава значително. Това обикновено е проблем за големите рафинерии и нефтохимически инсталации, които притежават много големи цистерни.
Противопожарните мерки включват разделянето на LPG цистерните от потенциалните източници на пожар. В железопътния транспорт например LPG цистерните (вагоните) могат да се разпределят така, че другите стоки да са поставени между тях. Това не винаги може да се приложи, но представлява евтино средство за решение на проблема.
Новите LPG цистерни биха могли да се проектират под земята, така че само предпазните клапани и арматурите да са над повърхността, за лесна поддръжка.

## Сигурност на доставките
Благодарение на природния газ и нефтопреработвателната промишленост, Европа задоволява сама нуждите си от LPG. Сигурността на доставките в Европа е допълнително гарантирана от:
- голям брой доставчици както вътре, така и извън Европа;
- гъвкава верига за доставки чрез вода, железопътен и автомобилен транспорт с множество маршрути и пунктове за влизане в Европа;

Към началото на 2008 г. световните запаси на природен газ, от който се извлича LPG, са били около 6342,411 трилиона кубически фута. В допълнение към пропан-бутана, получени от крекинга на суров петрол, това е основен енергиен източник, който е почти неизползван. Производството на пропан-бутана продължава да расте със среден годишен темп от 2,2%, което на практика означава, че няма риск търсенето да превиши предлагането в близко бъдеще.